# 圣老楞佐堂 (塞维利亚)
圣老楞佐堂（西班牙语：Iglesia de San Lorenzo）是一座罗马天主教 堂区教堂，位于西班牙安达卢西亚塞维利亚老城区同名社区的同名广场。
其建筑风格兼有哥特式和穆德哈尔风格。该堂最初创建于13世纪，现存最古老的遗迹可追溯到14世纪。18-19世纪曾进行改建。

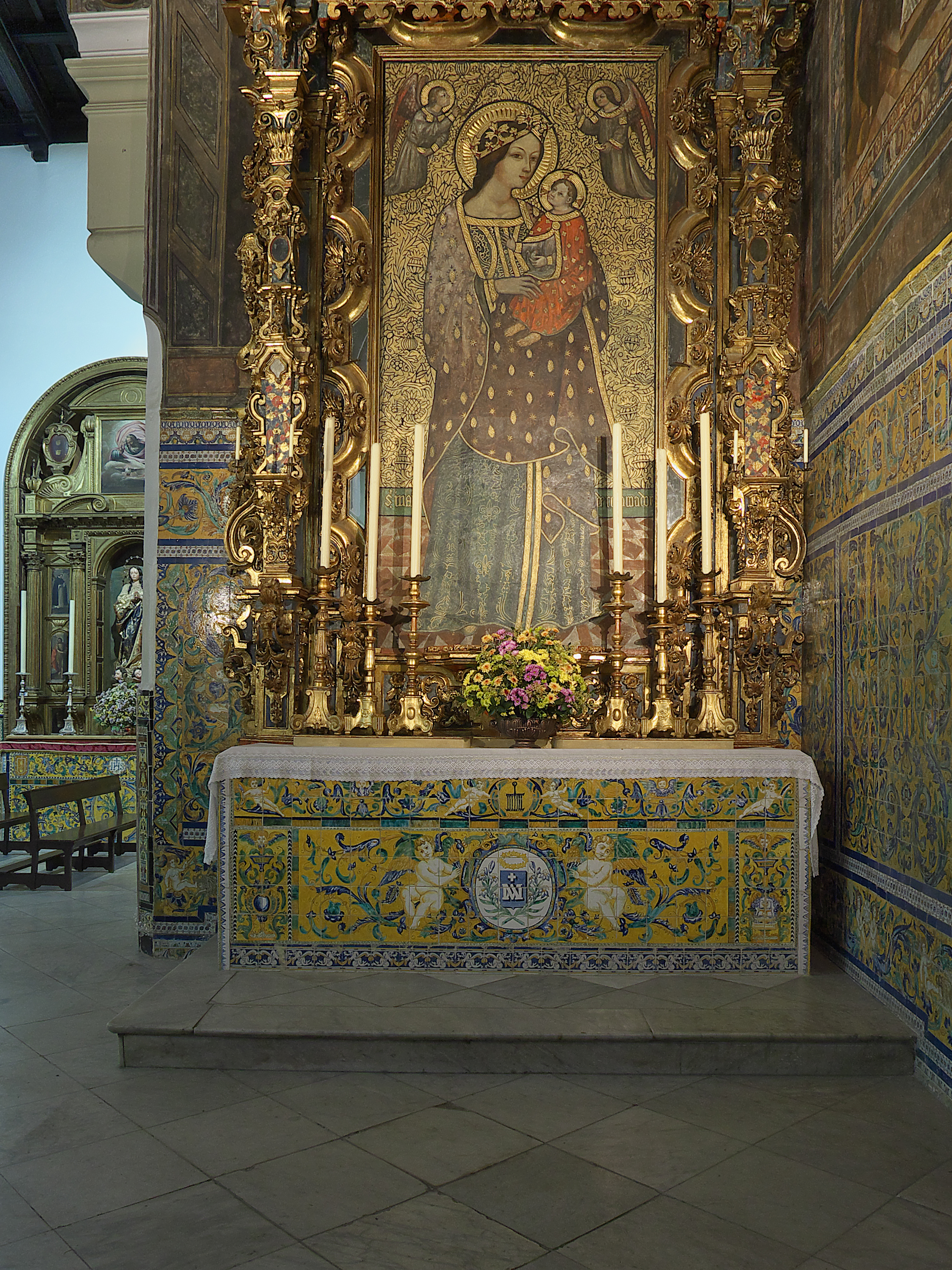
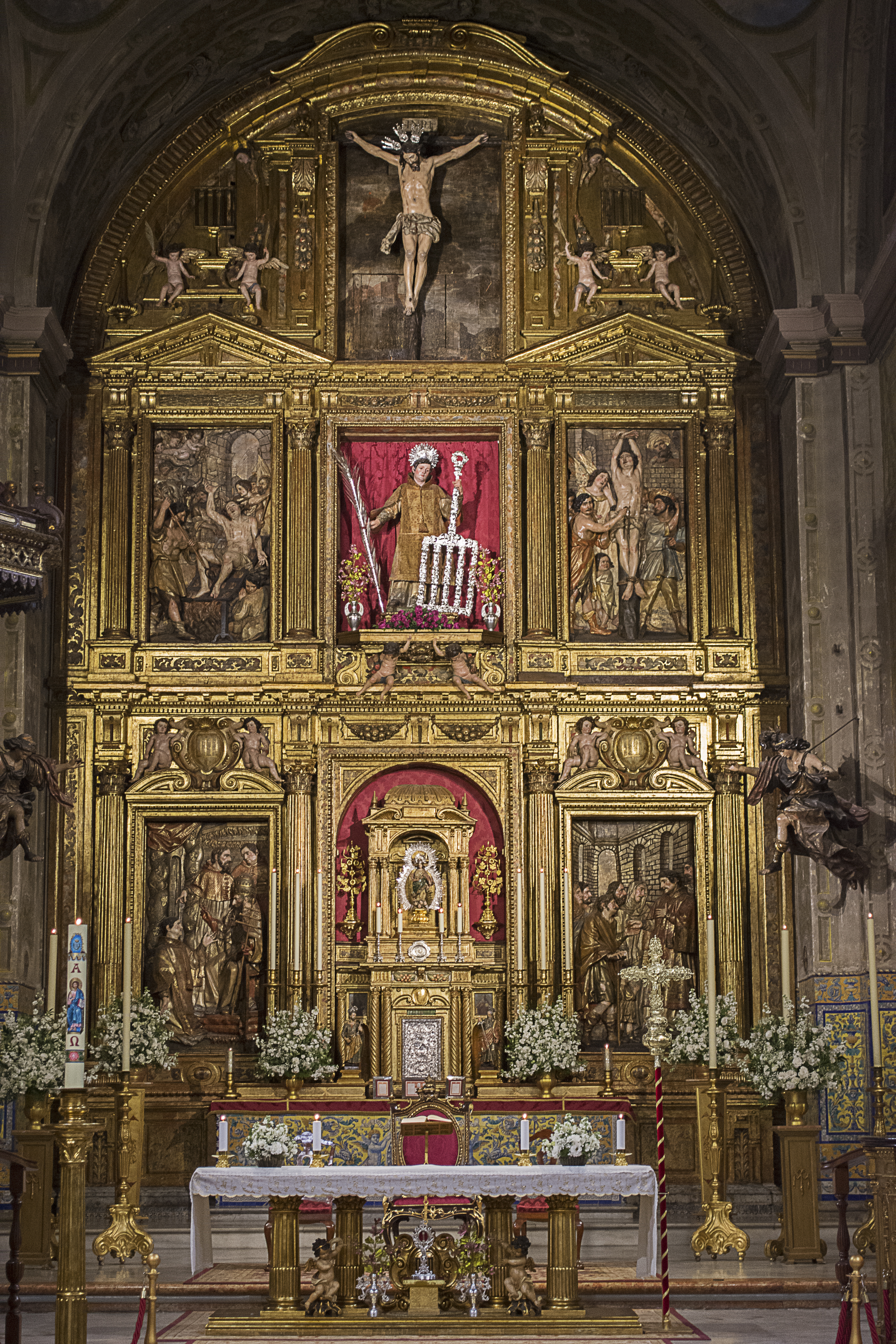
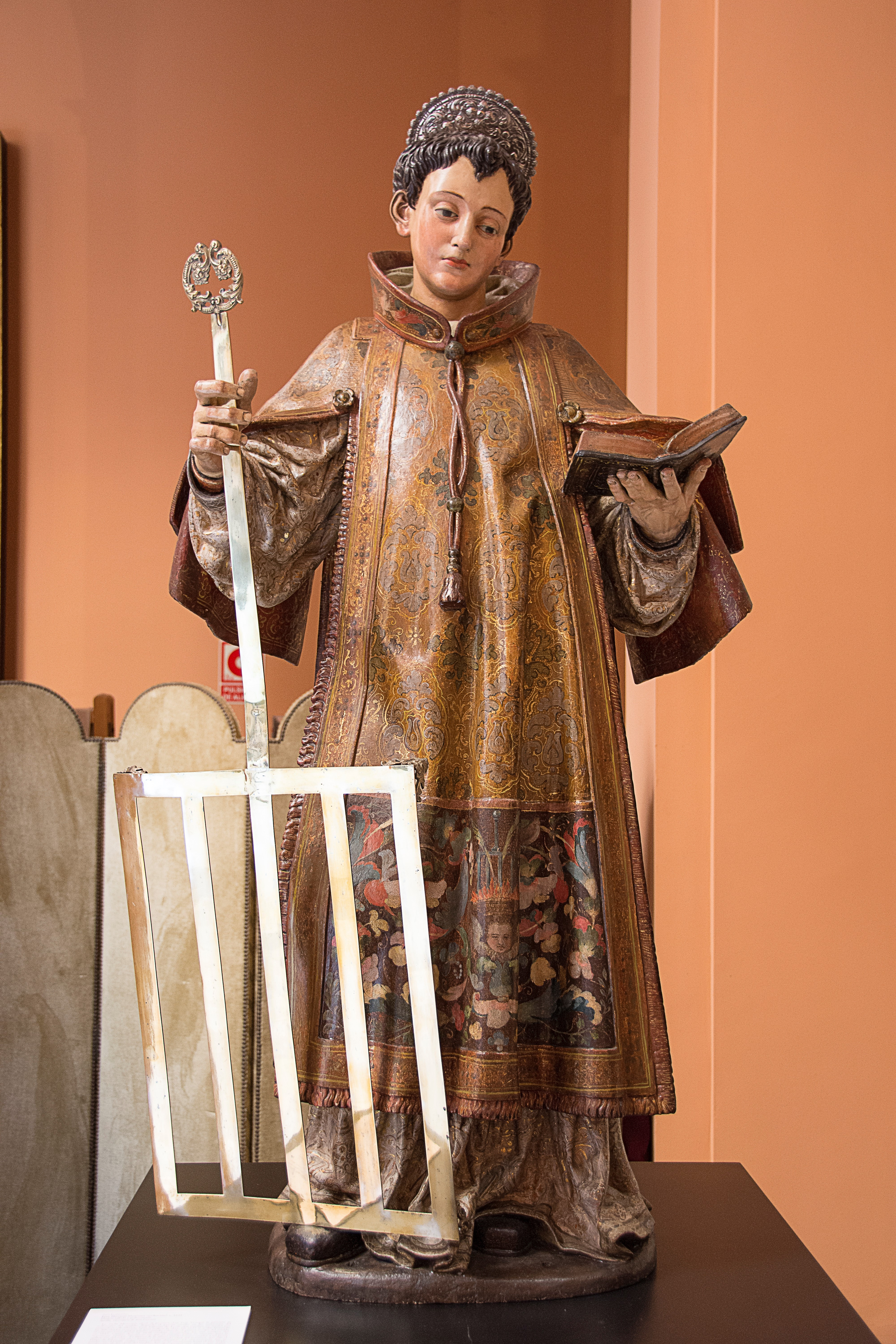